# Japonais (lapin)
Le japonais est une race de lapin domestique issue vraisemblablement de la sélection du hollandais tricolore pour lui faire perdre ses marques blanches.

## Origine
Le lapin japonais est pour la première fois présenté parmi les lapins communs lors du concours général de 1887. Sa robe comporte une certaine proportion de blanc, et sa robe tricolore semblable à celle des chats éveille la curiosité des observateurs. Il ne fait toutefois pas l’unanimité, et si certains vante la qualité de sa viande et l’originalité de sa robe, qui lui valent la création d’une catégorie séparée de celle des lapins communs, il est pour d’autres rien de moins qu’un lapin commun, obtenu par croisement entre un lapin roux et un lapin noir. Il est maintenant largement reconnu que la robe du japonais ne peut s’obtenir de cette façon. Il semble plutôt être issu d’une sélection drastique du lapin hollandais tricolore pour faire disparaître le blanc. Des tentatives ont été faites pour obtenir un lapin japonais de grande taille en le croisant avec des races géantes, mais la race n’a jamais été fixée, et présentait divers défauts comme les oreilles pendantes des béliers ou le grand fanon des races géantes. Elles ne sont donc pas entérinées.

## Description
Le japonais est un lapin de taille moyenne qui pèse entre 3 et 4,5 kg. Il a un corps robuste et arrondi. Sa ligne dorsale est horizontale. Sa tête porte deux oreilles robustes de 11 à 13 cm. Un léger fanon est toléré chez la femelle. Les yeux sont brun marron. La fourrure est dense et rigide. Sa coloration est bien particulière ; elle est dite « écaille de tortue » et est composée de jaune de noir et d’orange, assez soutenu sauf pour le dessous du corps plus terne. Autrefois on pouvait aussi voir des taches blanches mais elles ont été éliminées par sélection. La tête est bicolore, un côté de la figure étant noir et l’autre coloré, la séparation se faisant au milieu de la figure.
Échelle des points :
- couleur générale ;
- marque de la tête ;
- zébrures ;
- type ;
- poids ;
- condition.

TOTAL : 100

## Aptitudes
Le japonais a une prolificité plutôt bonne, les femelles donnant généralement naissance à entre six et dix petits. Elles s’occupent avec soin de leurs petits. C’est un lapin très vigoureux, très rustique et vif, jugé parfois un peu trop batailleur.

## Diffusion
Avant la fin du XIXe siècle, le japonais fait son apparition en Belgique, aux Pays-Bas et en Suisse, où il connaît un certain succès. À la même époque, le japonais arrive en Allemagne mais reste souvent confondu avec le lapin anglais bicolore, qui connaît une meilleure expansion. Il est assez mal connu en Angleterre. Le japonais est peu répandu en France.